# Prva hrvatska vaterpolo liga 2012-2013
La Prva Liga 2012-2013 è stata la 22ª edizione della massima serie del campionato croato maschile di pallanuoto. Ha avuto inizio con la stagione regolare il 29 settembre 2012 e si è conclusa con gara 4 della finale scudetto il 19 maggio 2014.
La stagione regolare coincide con la stagione regolare della Lega Adriatica 2012-2013, alla quale partecipano tutte le otto squadre croate di massima divisione, più tre montenegrine e una slovena. Le prime quattro squadre croate della Lega Adriatica si qualificano alle semifinali playoff del campionato croato che si svolgono al meglio delle tre partite, mentre la finale si svolge al meglio dei cinque incontri.

## Squadre partecipanti
| Club           | Città    | Nazione | Piscina                | Stagione 2011-2012      |
| -------------- | -------- | ------- | ---------------------- | ----------------------- |
| Jadran Spalato | Spalato  | Croazia | Piscina Jadran         | 6º posto                |
| Jug Dubrovnik  | Ragusa   | Croazia | Piscina Gruž           | 1º posto, Vincitore     |
| Medveščak      | Zagabria | Croazia | ŠRC Šalat              | 7º posto                |
| Mladost        | Zagabria | Croazia | Mladost Sports Complex | 3º posto, Semifinalista |
| Mornar         | Spalato  | Croazia | Piscina Poljud         | 4º posto, Semifinalista |
| POŠK           | Spalato  | Croazia | Piscina POŠK           | 5º posto                |
| Primorje       | Fiume    | Croazia | Piscina di Cantrida    | 2º posto, Finalista     |
| Solaris        | Sebenico | Croazia | Piscina Crnic          | 8º posto                |

## Playoff

### Tabellone per il titolo
|  | Semifinali | Semifinali    | Semifinali    | Semifinali | Semifinali |  |  | Finale          | Finale        | Finale        | Finale  | Finale | Finale | Finale |  |
|  |            |               |               |            |            |  |  |                 |               |               |         |        |        |        |  |
|  | 1          | Primorje      | Primorje      | 14         | 11         |  |  |                 |               |               |         |        |        |        |  |
|  | 4          | Mornar        | Mornar        | 4          | 6          |  |  | Primorje        | Primorje      | Primorje      | 8       | 8      | 6      | 7      |  |
|  | 2          | Jug Dubrovnik | Jug Dubrovnik | 12         | 10         |  |  | Jug Dubrovnik   | Jug Dubrovnik | Jug Dubrovnik | 9       | 10     | 5      | 9      |  |
|  | 3          | Mladost       | Mladost       | 2          | 9          |  |  |                 |               |               |         |        |        |        |  |
|  |            |               |               |            |            |  |  |                 |               |               |         |        |        |        |  |
|  |            |               |               |            |            |  |  | Finale 3º posto |               |               |         |        |        |        |  |
|  |            |               |               |            |            |  |  |                 |               |               |         |        |        |        |  |
|  |            |               |               |            |            |  |  | Mornar          | Mornar        | Mornar        | Mornar  | 8      | 10     | 6      |  |
|  |            |               |               |            |            |  |  | Mladost         | Mladost       | Mladost       | Mladost | 15     | 9      | 11     |  |

### Tabellone per il 5º posto
|  | Semifinali | Semifinali     | Semifinali     | Semifinali | Semifinali |  |  | Finale 5º posto | Finale 5º posto | Finale 5º posto | Finale 5º posto | Finale 5º posto |  |
|  |            |                |                |            |            |  |  |                 |                 |                 |                 |                 |  |
|  | 5          | POŠK           | POŠK           | 12         | 12         |  |  |                 |                 |                 |                 |                 |  |
|  | 8          | Solaris        | Solaris        | 7          | 6          |  |  | POŠK            | POŠK            | 10              | 9               | 8               |  |
|  | 6          | Jadran Spalato | Jadran Spalato | 9          | 11         |  |  | Jadran H.N.     | Jadran H.N.     | 7               | 11              | 5               |  |
|  | 7          | Medveščak      | Medveščak      | 8          | 7          |  |  |                 |                 |                 |                 |                 |  |
|  |            |                |                |            |            |  |  |                 |                 |                 |                 |                 |  |
|  |            |                |                |            |            |  |  | Finale 7º posto |                 |                 |                 |                 |  |
|  |            |                |                |            |            |  |  |                 |                 |                 |                 |                 |  |
|  |            |                |                |            |            |  |  | Solaris         | Solaris         | Solaris         | 9               | 6               |  |
|  |            |                |                |            |            |  |  | Medveščak       | Medveščak       | Medveščak       | 18              | 13              |  |

### Finale scudetto
| Arbitri: | Filippo Gomez Alessandro Severo |

|                                                  |           |                                                  |
| Sukno: 4 Jelača, Muslim, Dá. Varga, Dé. Varga: 1 | Marcatori | 2: Azevedo, Bošković, Bušlje, Joković 1: Janović |

| Arbitri: | Mario Bianchi Massimo Savarese |

|                                                                   |           |                                                       |
| Bošković: 3 Janović: 2 Azevedo, Bušlje, Dobud, Ivović, Joković: 1 | Marcatori | 3: Obradović 2: García 1: Paškvalin, Sukno, Dá. Varga |

| Arbitri: | Stefano Riccitelli Attilio Paoletti |

|                                     |           |                        |
| Dé. Varga: 3 Dá. Varga: 2 García: 1 | Marcatori | 4: Bošković 1: Janović |

| Arbitri: | Sergio Borrell Axel Bender |

|                                                 |           |                                            |
| Bošković, Bušlje, Janović, Joković: 2 Ivović: 1 | Marcatori | 3: Sukno 2: Dé. Varga 1: Dá. Varga, Muslim |